# Pearson (Georgia)
Pearson è una città degli Stati Uniti d'America, situata in Georgia, nella Contea di Atkinson, della quale è il capoluogo.